# Birds Without Names
Pour plus de détails, voir Fiche technique et Distribution.
Birds Without Names (彼女がその名を知らない鳥たち, Kanojo ga sono na o shiranai toritachi, litt. « Les oiseaux dont elle ne connaît pas le nom ») est un film japonais réalisé par Kazuya Shiraishi, sorti en 2017.

## Synopsis
Towako mène une vie oisive aux côtés de Jinji Sano, la cinquantaine, un homme d'une quinzaine d'années son aîné, qu'elle méprise et rabaisse à la moindre occasion. Ce dernier supporte sans broncher ses remontrances et subvient seul aux besoins du foyer par un dur labeur d'ouvrier. Towako prend pour amant Makoto Mizushima mais vit dans le souvenir douloureux de sa relation avec Shun'ichi Kurosaki qui s'est terminée brutalement huit ans plus tôt. Un jour elle compose le numéro de Kurosaki mais raccroche aussitôt. À la suite de ce coup de fil, un inspecteur de police lui rend visite et lui apprend que Kurosaki a disparu sans laisser de trace voilà cinq ans. Quand Towako surprend Jinji à l'espionner alors qu'elle sort d'un love hotel avec son amant, elle commence à soupçonner Jinji d'avoir une responsabilité dans la disparition de Kurosaki.

## Fiche technique
- Titre : Birds Without Names[1]
- Titre original : 彼女がその名を知らない鳥たち (Kanojo ga sono na o shiranai toritachi?)
- Réalisation : Kazuya Shiraishi
- Scénario : Taeko Asano (ja), d'après le roman homonyme de Mahokaru Numata (ja)
- Photographie : Takahiro Haibara
- Montage : Hitomi Katō
- Direction artistique : Tsutomu Imamura (de)
- Musique : Takashi Oomama (ja)
- Société de production : C&I Entertainment
- Pays d'origine :  Japon
- Langue originale : japonais
- Genre : film dramatique, thriller
- Format : couleur — 2,35:1
- Durée : 123 minutes
- Dates de sortie : 
  - Japon : 28 octobre 2017[2]

## Distribution
- Yū Aoi : Towako Kitahara
- Sadao Abe (ja) : Jinji Sano
- Tōri Matsuzaka : Makoto Mizushima
- Yutaka Takenouchi (ja) : Shun'ichi Kurosaki
- Mukku Akazawa (ja) : Misuzu Nonoyama, la sœur de Towako
- Eri Murakawa (ja) : Kayo Kunieda
- Shū Nakajima (ja) : Kunieda, l'oncle de Kayo
- Masaaki Akahori (ja) : inspecteur de police Sakada

## Autour du film
Birds Without Names est une adaptation du roman à succès homonyme de Mahokaru Numata (ja) dont les écrits mettent souvent en scènes des hommes manipulateurs, des femmes brutales et leurs relations toxiques. Une autre adaptation d'un de ses romans, Yurigokoro (ja) (ユリゴコロ) de Naoto Kumazawa (ja), est sortie un mois plus tôt au Japon.
Le film se déroule à Osaka et ses environs, les acteurs s'expriment avec un fort accent d'Osaka.

## Distinctions

### Récompenses
- 2017 : Hōchi Film Award de la meilleure actrice pour Yū Aoi[4]
- 2018 : prix Blue Ribbons du meilleur réalisateur pour Kazuya Shiraishi[5]
- 2018 : prix de la meilleure actrice pour Yū Aoi aux Japan Academy Prize[6]
- 2018 : prix Kinema Junpō de la meilleure actrice pour Yū Aoi[7]
- 2018 : prix du meilleur réalisateur pour Kazuya Shiraishi, de la meilleure actrice pour Yū Aoi, du meilleur acteur dans un second rôle pour Tōri Matsuzaka et troisième place au classement des dix meilleurs films japonais de 2017 au festival du film de Yokohama

### Sélection
Birds Without Names est classé à la 9e position du classement des dix meilleurs films japonais de l'année 2017 par la revue Kinema Junpō.